# Conisania mienshani
Conisania mienshani là một loài bướm đêm trong họ Noctuidae.